# Ligne 4 du tramway de Bruxelles
Pour les articles homonymes, voir Ligne 4.
La ligne 4 du tramway de Bruxelles est une ligne de tramway mise en service le 2 juillet 2007 et reliant Gare du Nord à Stalle Parking à Uccle en empruntant l’axe prémétro Nord-Sud. Elle est, depuis le 31 août 2009, raccourcie de Esplanade à Gare du Nord par permutation des terminus nord des lignes 3 et 4. Cette ligne devrait prochainement bénéficier de la priorité aux carrefours à feux grâce à un système de télécommande.

## Histoire

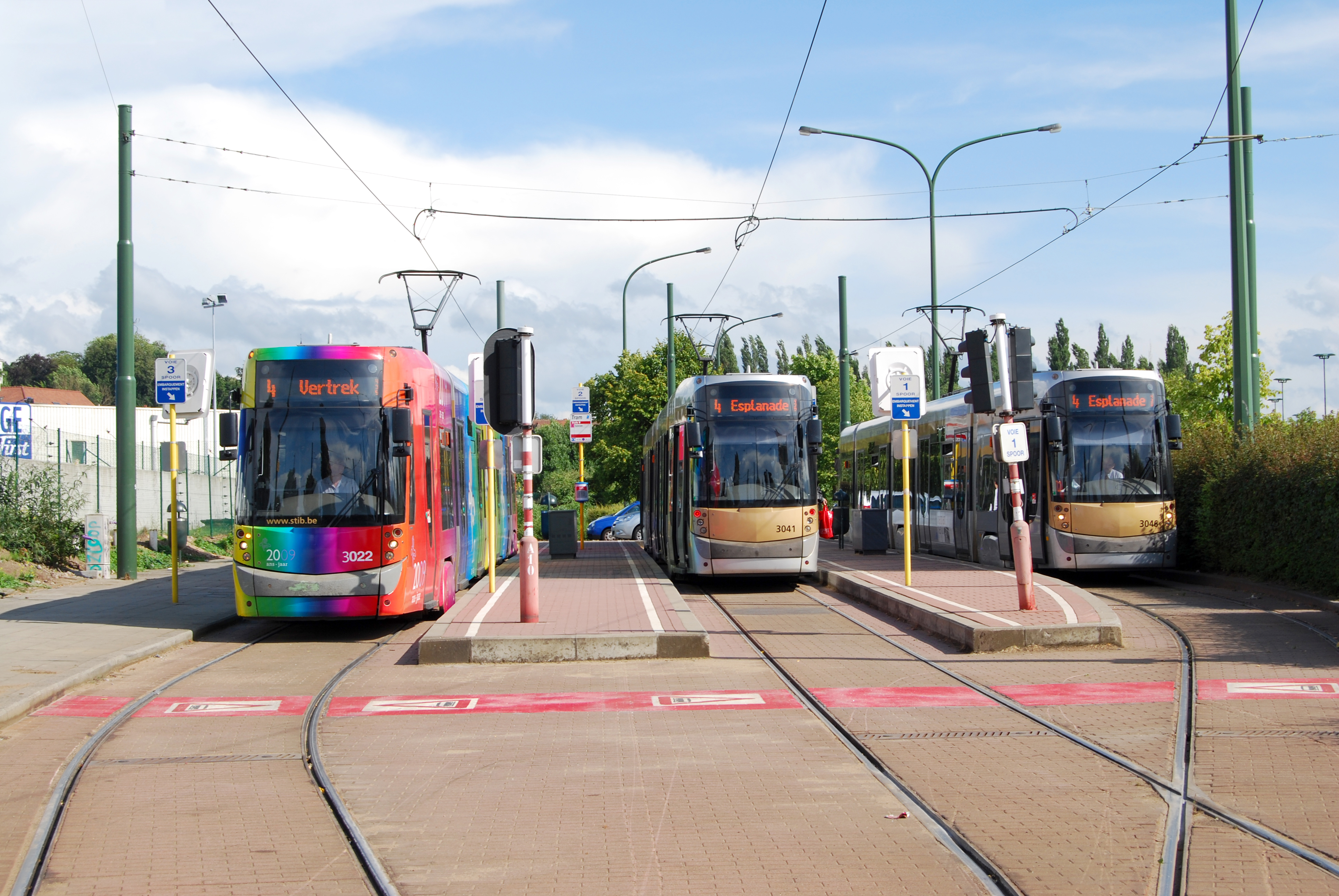
Terminus Stalle Parking.

La ligne est créée le 2 juillet 2007 lors de la 5e phase de restructuration de la STIB (2005–2009). La ligne 4 remplace d’une part la ligne 52 entre Esplanade et Lemonnier, et la ligne 91 entre Stalle (P) et Vanderkindere.
Par la même occasion la ligne 4 offre ainsi une liaison inédite entre l’Av G. Brugmann et le centre-ville via l’axe Nord – Midi.
Lors de la création, elle fut baptisée « Gold Line » car elle était la ligne forte de la restructuration et son code couleur a été Dorée sous fond bleu clair. Mais très vite elle montrera de nombreuses faiblesses de régularité bien qu’elle soit en quasi-intégralité en site propre. Son irrégularité était causée par des raisons bien définies :  
- au Pont van Praet, où le feu rouge était inadapté au site propre.
- dans l’axe Nord-Midi, où les lignes 25 (prolongée au Midi sous indicatif 56 Gare du Midi, 55 et 56 étaient dépendantes du trafic automobile.
- à la Place Vanderkindere, où encore une fois le carrefour était source de retard
- au square des Héros, où de nombreux automobiliste ne respectaient pas le site propre

Le 30 juin 2008, la ligne adopte sa nouvelle couleur parme à la place du bleu clair et est désormais en cadence avec la nouvelle ligne de tramway 3.
Cette ligne permet de faire face à des surcharges, avec la ligne 3, que connaît l’axe Nord-Sud entre autres, pour le rendre performant. Ainsi la ligne 4 est considérée au même titre que la ligne 3 comme des lignes fortes du réseau métro/tram rapide bruxellois mises en œuvre à travers le schéma directeur métro et le plan tram.
Le 31 août 2009 : La ligne 4 est raccourcie au nord, à Gare du Nord, dans l’optique de l'amélioration de la desserte Nord-Sud de Bruxelles, afin de faire face au succès croissant de cette ligne ainsi que de la ligne 4. Ce raccourcissement fait suite au prolongement de la ligne 3 de Gare du Nord à Esplanade. À la suite de cette restructuration, en soirée, la ligne |4 n'est plus exploitée après 20 heures car la ligne 33 prolongée par déviation vers Stalle Parking prend désormais le relais.
Grâce à ces modifications, la ligne 4 est désormais plus courte, ce qui devrait la rendre plus régulière, un meilleur cadencement entre les lignes 3 et 4 entre la Gare du Nord et Albert sera possible et les tramways de ces deux lignes sont désormais sur le même quai à la Gare du Nord en direction du centre ville.
Le 1er septembre 2011 : La ligne 4 fonctionne dorénavant également toute la soirée. De ce fait, la 33 a été supprimée sur la totalité de son parcours. Cette dernière a été remplacée, au nord de Bruxelles, entre la Gare du Nord et Bordet Station, par la ligne 32, elle-même prolongée depuis la Gare du Nord jusqu’au zoning Da Vinci (via l’itinéraire du 55). Une nouvelle relation directe a ainsi été créée entre Forest, Schaerbeek et Haren.
Après: La ligne 4 sera limitée à la station Albert quand le métro 3 arrivera où un terminus va lui dédiée 

## Tracé et stations

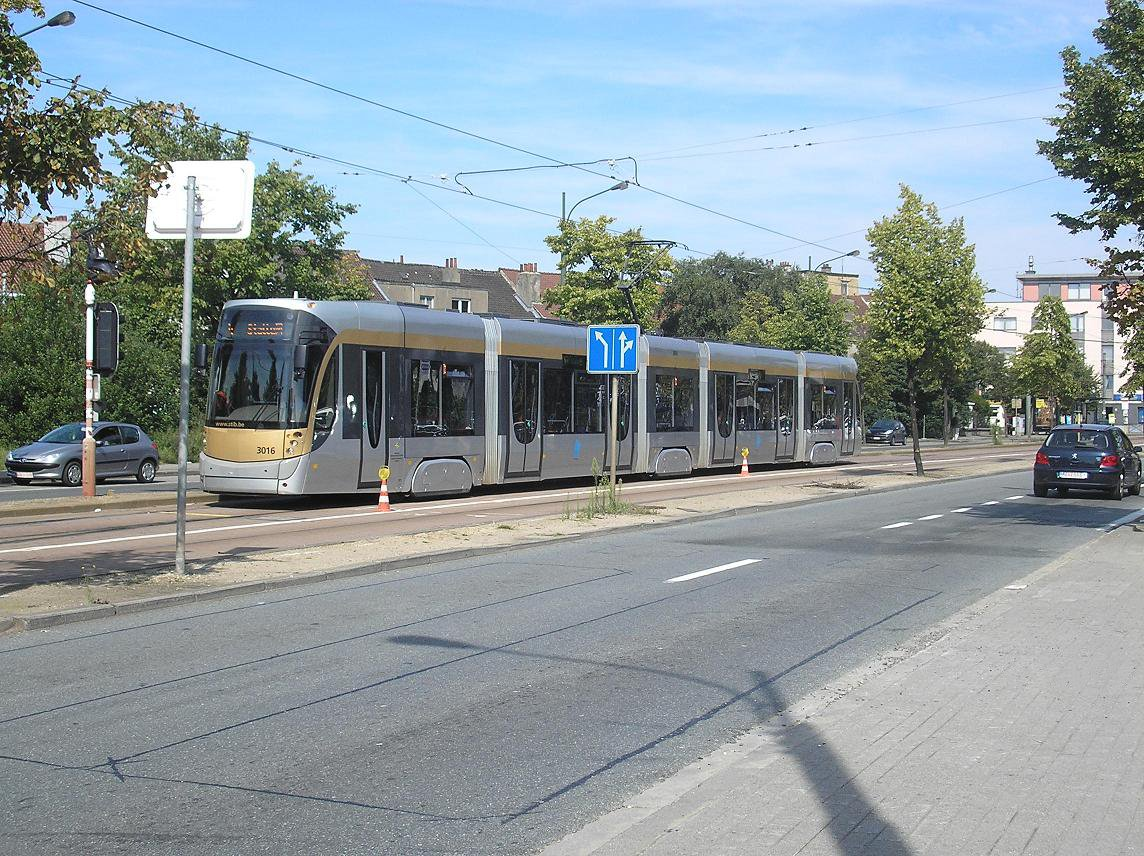
Un T3000 sur la ligne 4 au Carrefour Stalle.

La ligne 4 emprunte les tunnels de l’axe Nord-Sud entre Albert et la Gare du Nord et son trajet de surface est exclusivement en site propre, ce qui est censé lui offrir une excellente régularité en cadence avec la ligne de tram 3. Après avoir desservi la station Albert, le tram ressort du tunnel et au milieu de l'avenue Albert dessert la station Berkendael. Il bifurque ensuite sur l’avenue Brugmann où il croise la ligne de tramway 92, il quitte ainsi l’itinéraire de sa moitié. Sur cette même artère, ils longent le square des Héros où elle se sépare du 92 et rencontrent le 97 prolongé jusqu’au Dieweg. Ils traversent la place Danco au niveau de la station Globe où elle croise la ligne de tram 51. Puis ils passent sur la rue de Stalle et croise cette fois-ci, la ligne de tram 82 et était rejointe par la ligne 97 au niveau du Carrefour Stalle. Et enfin, après une courte inter-station bifurque à gauche jusqu’au terminus à 3 voies à quai, en impasse, nommé Stalle Parking auparavant en commun avec la ligne 97, jusqu'à son raccourcissement à Carrefour Stalle pour être prolongée jusqu’au Dieweg.

### Liste des stations

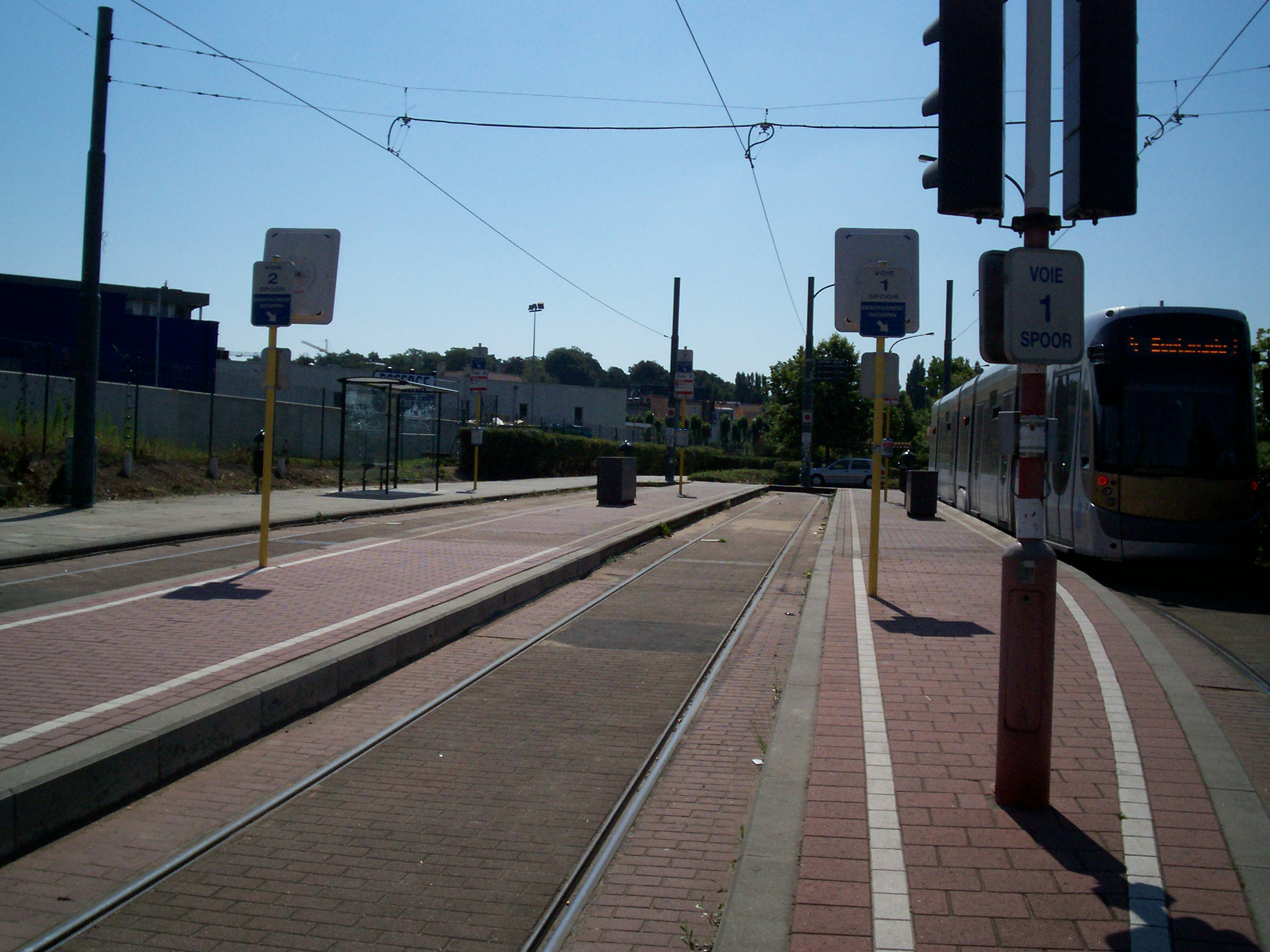
Le terminus sud Stalle Parking.

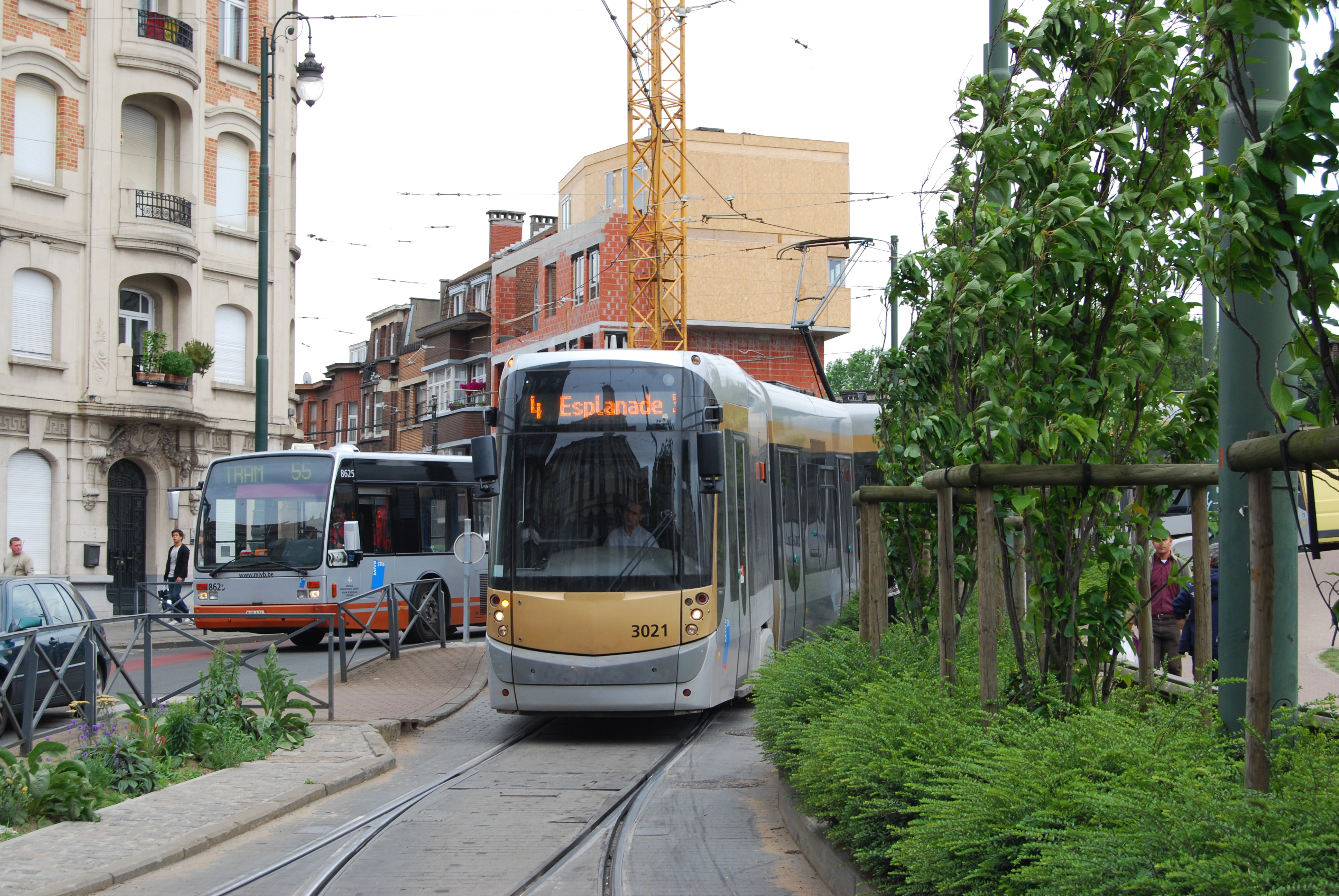
Déviation des trams de la ligne 4 par la place Verboeckhoven à la suite de travaux sur le quai des usines.

|  |   |  | Stations               | Lat/Long                    | Type     | Communes                                | Correspondances                                                                                                |
|  | - |  | ---------------------- | --------------------------- | -------- | --------------------------------------- | --- |
|  | o |  | Gare du Nord           | 50° 51′ 37″ N, 4° 21′ 37″ E | Prémétro | Schaerbeek                              | - |
|  | o |  | Rogier                 | 50° 51′ 19″ N, 4° 21′ 28″ E | Prémétro | Saint-Josse-ten-Noode / Bruxelles-ville | - |
|  | o |  | De Brouckère           | 50° 51′ 05″ N, 4° 21′ 11″ E | Prémétro | Bruxelles-ville                         | - |
|  | o |  | Bourse - Grand-Place   | 50° 50′ 53″ N, 4° 20′ 58″ E | Prémétro | Bruxelles-ville                         | - |
|  | o |  | Anneessens-Fontainas   | 50° 50′ 39″ N, 4° 20′ 44″ E | Prémétro | Bruxelles-ville                         | (T) · (10) · (B) · (33) · (48) · (N04) · (N05) · (N06) · (N08) · (N09) · (N10) · (N11) · (N12) · (N13) · (N16) |
|  | o |  | Lemonnier              | 50° 50′ 24″ N, 4° 20′ 27″ E | Prémétro | Bruxelles-ville                         | (T) · (10) · (51) · (82) · (B) · (N13)                                                                         |
|  | o |  | Gare du Midi           | 50° 50′ 12″ N, 4° 20′ 15″ E | Prémétro | Saint-Gilles                            | - |
|  | o |  | Porte de Hal           | 50° 50′ 01″ N, 4° 20′ 36″ E | Prémétro | Saint-Gilles                            | - |
|  | o |  | Parvis de Saint-Gilles | 50° 49′ 47″ N, 4° 20′ 48″ E | Prémétro | Saint-Gilles                            | (T) · (10) · (B) · (52) · (N12)                                                                                |
|  | o |  | Horta (Barrière)       | 50° 49′ 35″ N, 4° 20′ 46″ E | Prémétro | Saint-Gilles                            | (T) · (10) · (81) · (97) · (B) · (52)                                                                          |
|  | o |  | Albert                 | 50° 49′ 17″ N, 4° 20′ 32″ E | Prémétro | Forest / Saint-Gilles                   | (T) · (10) · (18) · (B) · (37) · (48) · (54) · (N11)                                                           |
|  | o |  | Berkendael             | 50° 49′ 04″ N, 4° 20′ 46″ E |          | Forest                                  | (T) · (10) |
|  | o |  | Vanderkindere          | 50° 48′ 49″ N, 4° 20′ 52″ E |          | Uccle                                   | (T) · (7) · (10) · (92)                                                                                        |
|  | o |  | Messidor               | 50° 48′ 37″ N, 4° 20′ 45″ E |          | Uccle                                   | (T) · (92) |
|  | o |  | Boetendael             | 50° 48′ 26″ N, 4° 20′ 38″ E |          | Uccle                                   | (T) · (92) |
|  | o |  | Héros                  | 50° 48′ 12″ N, 4° 20′ 29″ E |          | Uccle                                   | (T) · (92) · (B) · (37) · (38) · (41) · (43) · (75)                                                            |
|  | o |  | Globe                  | 50° 48′ 01″ N, 4° 20′ 12″ E |          | Uccle                                   | (T) · (18) · (97) · (B) · (43) · (75) · (N11)                                                                  |
|  | o |  | Wagon                  | 50° 47′ 48″ N, 4° 19′ 45″ E |          | Uccle                                   | (T) · (97) · (B) · (75)                                                                                        |
|  | o |  | Égide Van Ophem        | 50° 47′ 47″ N, 4° 19′ 26″ E |          | Uccle                                   | (T) · (97) · (B) · (75)                                                                                        |
|  | o |  | Carrefour Stalle       | 50° 47′ 46″ N, 4° 19′ 16″ E |          | Uccle                                   | - |
|  | o |  | Stalle (P)             | 50° 47′ 42″ N, 4° 19′ 08″ E |          | Uccle                                   | (B) · (N12) |

## Exploitation de la ligne

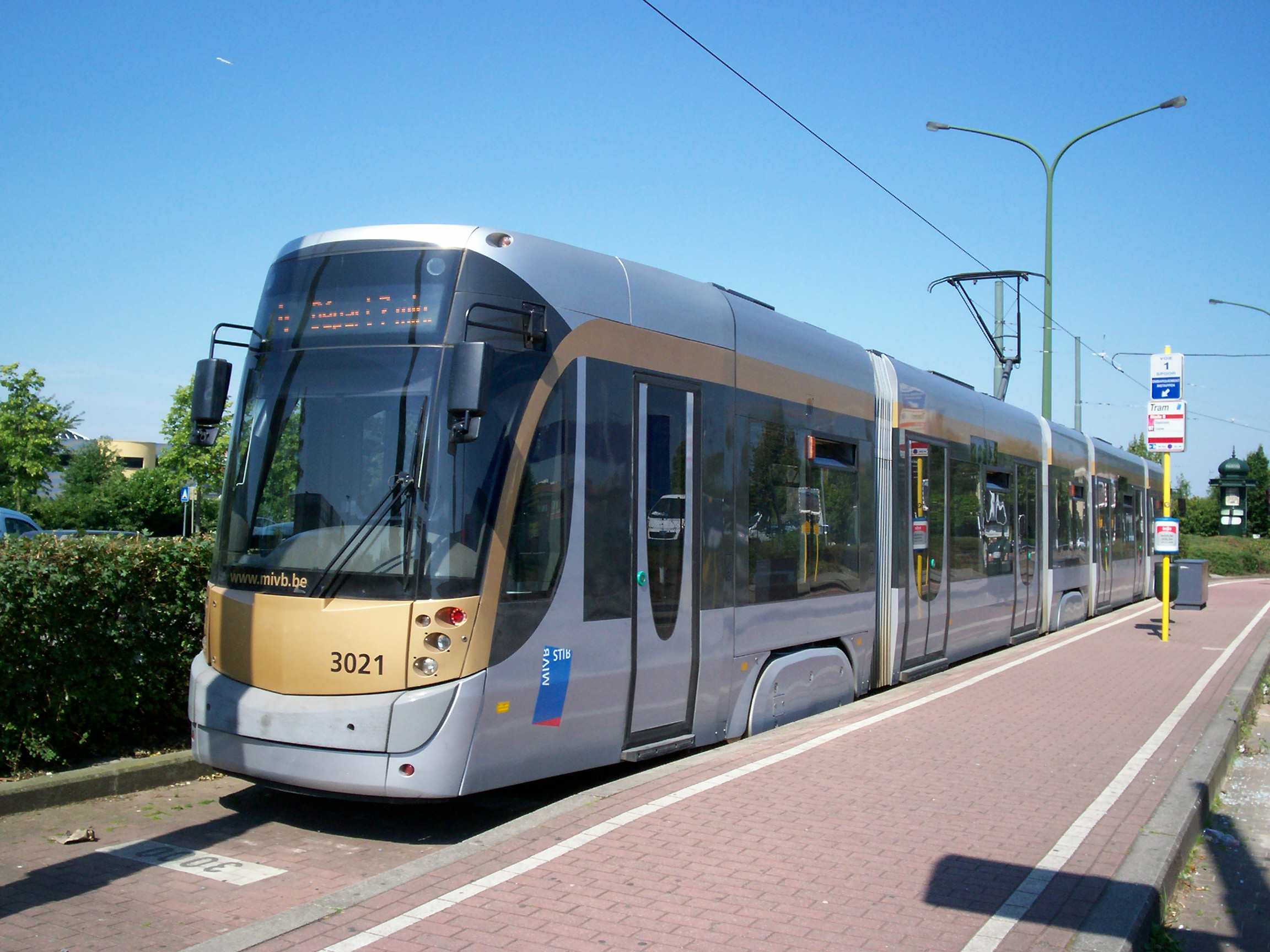
Un T3000 sur la ligne 4 à Stalle P.

La ligne 4 est exploitée par la STIB. Elle fonctionne environ entre 5 h et 1 h, tous les jours sur la totalité du parcours. Les tramways rallient Gare du Nord à Stalle P en 35 minutes grâce à la traversée souterraine du centre de Bruxelles en empruntant l’axe prémétro Nord-Sud.
Elle est labellisée CHRONO, un nouveau label attribué par la STIB à ses lignes les plus performantes. Ce label garantit que cette ligne offre un service de qualité, proche de celle du métro, grâce à :
- Un trajet en site propre ;
- Une desserte rapide ;
- Des fréquences élevées ;
- Une excellente régularité ;
- L'utilisation de véhicules au confort élevé et spacieux.

### Fréquence

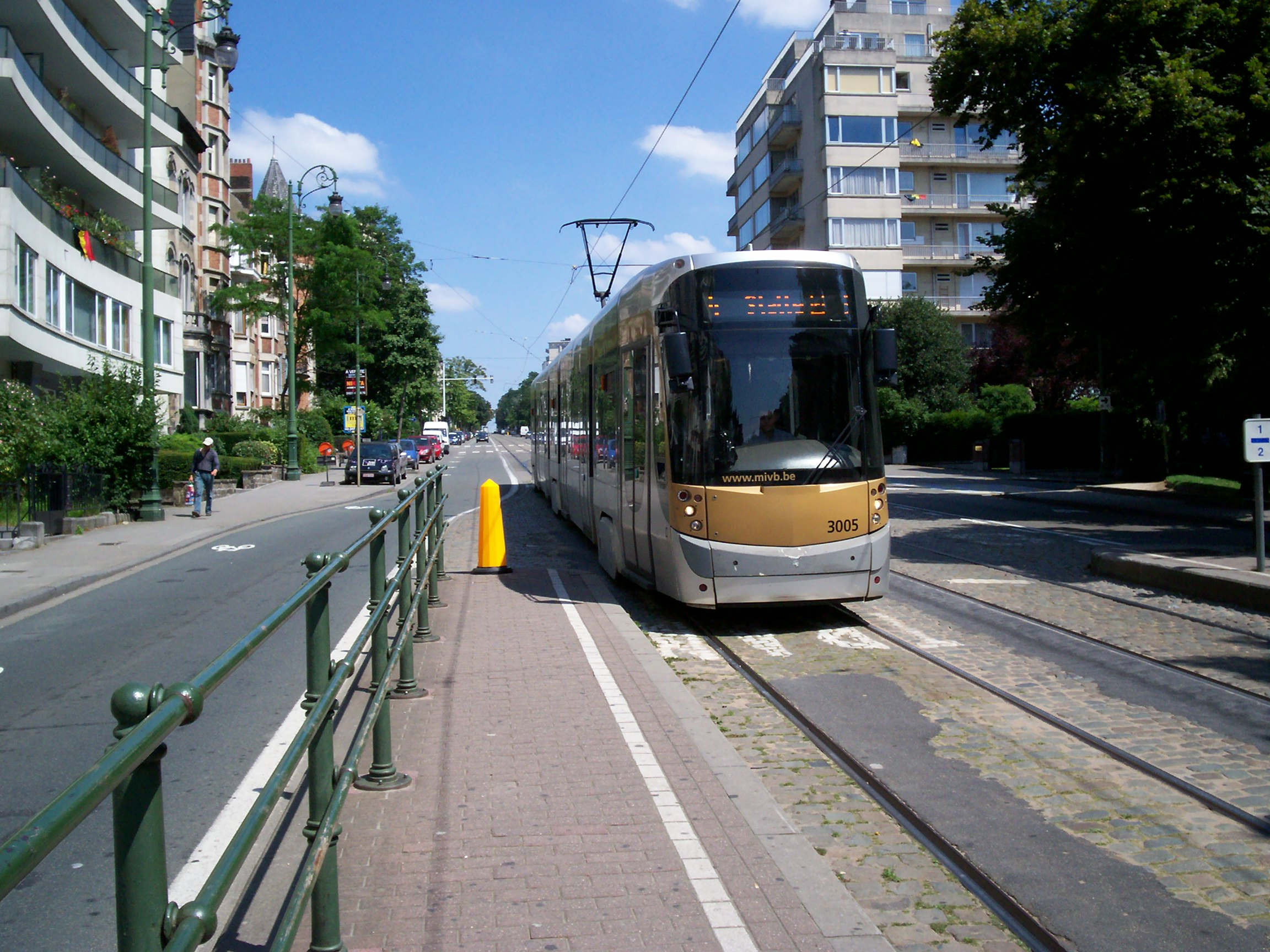
Un T3000 sur la ligne 4 à Héros.

Les temps de parcours sont donnés à titre indicatif à partir du site de la STIB.
- En journée:
  - Du lundi au vendredi, c’est un tram toutes les 5 minutes en heure de pointe et toutes les 7,30 minutes en heure creuse.
  - Du lundi au vendredi (petites vacances scolaires), c’est un tram toutes les 6 minutes en heure de pointe et toutes les 8 minutes en heure creuse.
  - Du lundi au vendredi (grandes vacances), c’est un tram toutes les 8 minutes en heure de pointe et toutes les 10 minutes en heure creuse.
  - Le samedi toutes les 7,30 minutes, le dimanche c’est un tram toutes les 10 minutes l'après midi.
- En soirée, c’est un tram toutes les 12 à 15 minutes

### Matériel roulant
Crée à l’été 2007, la ligne 4 était au début équipée et exploitée par des T 3000, les trams à plancher bas intégral, de long gabarit et à très grande capacité. Ils représentent le renouveau du tramway à Bruxelles, par rapport aux tramways PCC toujours en service.
Depuis septembre 2013, la ligne 4 est entièrement équipée et exploitée par des motrices T 4000 .

### Anecdote
Le premier tram affecté par le dépôt rénové de Schaerbeek, le 6 avril 2009, a été attribuée à la ligne 4, il s'agissait de la motrice 7923. 

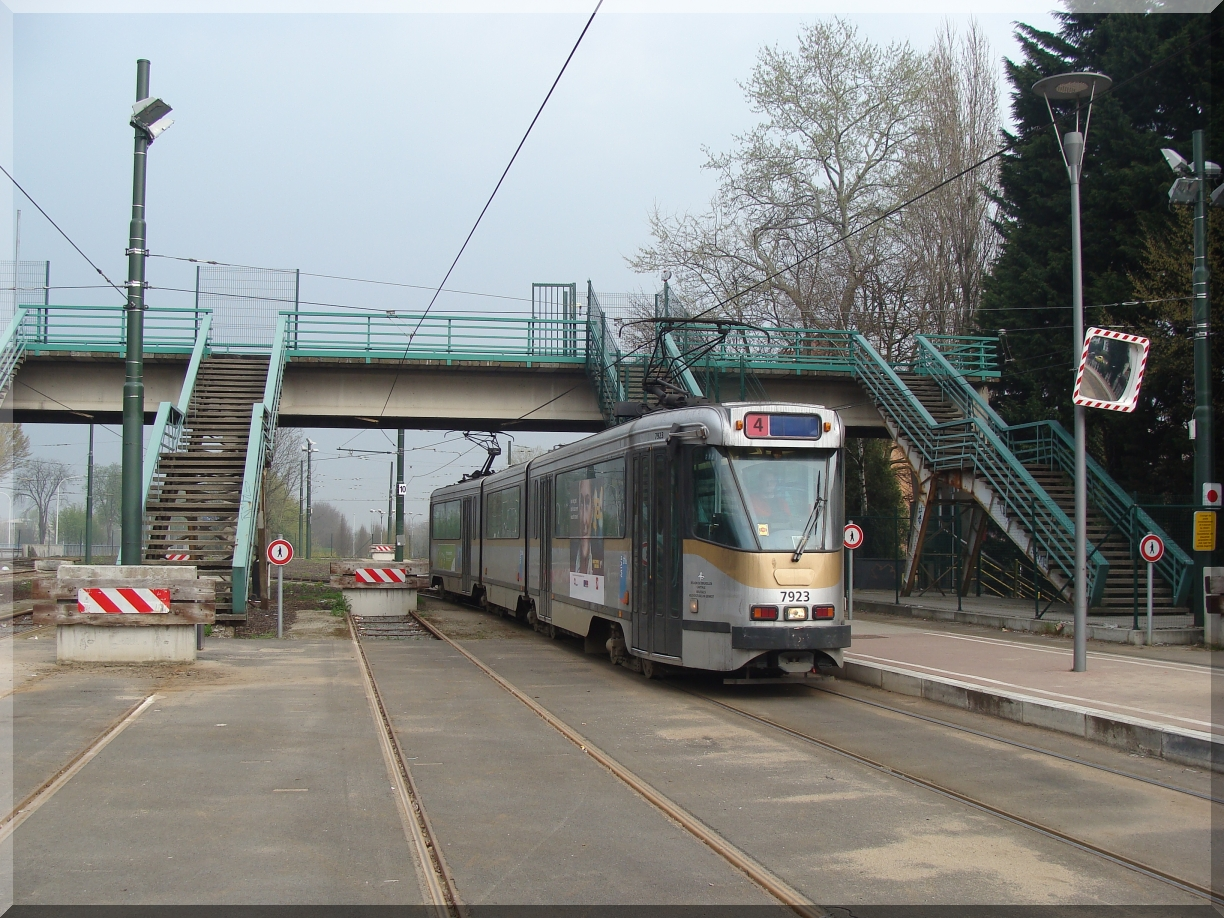
La motrice 7923 n’est qu’autre que la première motrice affecté à la ligne 4 par le dépôt de Schaerbeek.

### Tarification et financement
La tarification de la ligne est identique à celles des autres lignes (hors cas de la desserte de l'aéropport) exploitées par la STIB et dépend soit des titres Brupass et Brupass XL permettant l'accès aux réseaux STIB, TEC, De Lijn et SNCB soit des titres propres à la STIB valables uniquement sur ses lignes.
Le financement du fonctionnement de la ligne, entretien, matériel et charges de personnel, est assuré par la STIB.

### Avenir du tram 4
En 2031, la première partie du tronçon du métro 3 sera inaugurée entre les stations Albert et Gare du Nord.
Dès lors, et comme le tram 51, la ligne 4 sera limitée à la station Albert, et n'effectuera plus que la navette jusqu'à Stalle P.
Plus tard, la STIB prévoit également de la transformer en métro afin de desservir Uccle, longtemps boudé par les riverains de la commune. Mais s'agissant du prolongement du métro vers le sud, et afin d'éviter une énième correspondance, ce tronçon serait alors repris par le métro 3 d'ici quelques années.